# 埃米尔·诺尔德
埃米尔·诺尔德（Emil Nolde，1867年8月7日—1956年4月13日）是德国著名的画家，擅长水彩，表现主义代表人物之一，他独特的用色方法给人们留下了深刻的印象。原名埃米尔·汉森（Emil Hansen），生于德国和丹麦边境的村庄诺尔德。早年当过木匠。1898年，他在被慕尼黑美术学院拒收之后，开始到各地游学，参加私人的绘画培训课程。这时期他开始接触当时非常流行的表现主义。1901年移居柏林。1902年改名埃米尔·诺尔德。1906-1907年短暂地参加了表现主义画家组织桥社（Die Brücke）。
1913年到1914年间他随同帝国殖民局的考察团到访了南太平洋、莫斯科、西伯利亚、朝鲜、日本和中国等地。这次旅行对其今后的创作影响很大。20世纪20年代他倾向支持纳粹党，但仍没得到支持。战后诺尔德被聘为教授，他在许多展览上展示他的作品并多次获奖。他的作品色彩绚丽强烈，在德国前卫艺术中受到很高评价。